# ATP World of Doubles
Il World of Doubles è stato un torneo di tennis facente parte del Grand Prix giocato dal 1976 al 1982 a Woodlands negli Stati Uniti dal 1976 al 1979 e a Sawgrass negli Stati Uniti dal 1980 al 1982 su campi in cemento e in terra rossa.

## Albo d'oro

### Doppio
| Anno | Vincitore                      | Finalista                      | Punteggio               |
| ---- | ------------------------------ | ------------------------------ | ----------------------- |
| 1976 | Brian Gottfried Raúl Ramírez   | Phil Dent Allan Stone          | 6–1, 6–4, 5–7, 7–6      |
| 1977 | Tom Okker Marty Riessen        | Tim Gullikson Tom Gullikson    | 3–6, 6–3, 6–3, 4–6, 6–1 |
| 1978 | Wojciech Fibak Tom Okker       | Marty Riessen Sherwood Stewart | 7–6, 3–6, 4–6, 7–6, 6–3 |
| 1979 | Marty Riessen Sherwood Stewart | Bob Carmichael Tim Gullikson   | 6–3, 2–2 ritiro         |
| 1980 | Brian Gottfried Raúl Ramírez   | Robert Lutz Stan Smith         | 7–6, 6–4, 2–6, 7–6      |
| 1981 | Heinz Günthardt Peter McNamara | Robert Lutz Stan Smith         | 7–6, 3–6, 7–6, 5–7, 6–4 |
| 1982 | Brian Gottfried Raúl Ramírez   | Mark Edmondson Kim Warwick     | W/O                     |